# Crazy (альбом 4minute)
Crazy (с англ. — «Сумасшедший») — шестой мини-альбом южнокорейской гёрл-группы 4minute. Альбом был выпущен Cube Entertainment 9 февраля 2015 года с титульными треками «Cold Rain» и «Crazy».

## Предпосылки и релиз
26 января 4minute выпустили трек под названием «Cold Rain», отметив первый раз, когда группа выпустила балладу в качестве сингла. 29 января было анонсирован шестой мини-альбом группы «Crazy» с одноимённым заглавным треком.

## Промоушен
Видеоклип на песню «Crazy» был выпущен 9 февраля. Песня повлияла на радио корейской системы вещания K-Pop Connection 10 февраля 2015 года.
5 ноября 2017 года видеоклип достиг 100 миллионов просмотров на YouTube, что сделало их шестой гёрл-группой, которые достигли этого результата, а также первой гёрл-группой не из Big3 (SM, YG и JYP).

## Критика
Согласно результатам музыкального опроса KBS от 4 февраля, сингл 4Minute «Cut it Out» был запрещен за использование сленга. Представитель агентства 4minute заявил на Star News: Поскольку «Cut it Out» это суб-трек с их нового альбома, группа планируют исполнить его, мы ведем переговоры о пересмотре текста песни. В конечном итоге текст песни был изменён.

## Трек-лист
| №                   | Название                                             | Текст песни                                                  | Музыка                                          | Arrangement                                     | Длительность |
| ------------------- | ---------------------------------------------------- | ------------------------------------------------------------ | ----------------------------------------------- | ----------------------------------------------- | ------------ |
| 1.                  | «Crazy» (미쳐; Michyo)                               | Seo Jae-woo Big Ssancho Son Young-jin ( MosPick ) Kim Hyun-a | Seo Jae-woo Big Ssancho Son Young-jin (MosPick) | Seo Jae-woo Big Ssancho Son Young-jin (MosPick) | 3:10         |
| 2.                  | «Cut It Out» (1절만 하시죠; Ilcheolman Hasijyo)      | Misfit                                                       | Seo Jae-woo Im Kwang-wook Ryan Kim Mistazo      | Im Kwang-wook Ryan Kim, Mistazo Seo Jae-woo     | 3:21         |
| 3.                  | «Tickle Tickle Tickle»                               | Kwon So-hyun Big Ssancho                                     | Adam Kulling Alice Gernandt                     | Adam Kulling Alice Gernandt                     | 3:05         |
| 4.                  | «Stand Out» (눈에 띄네; Nune Ttuine) (feat. Manager) | Big Ssancho Jenyer                                           | Big Ssancho Jenyer                              | Big Ssancho Jenyer                              | 3:39         |
| 5.                  | «Show Me»                                            | Big Ssancho Kim Hyun-a Kwon So-hyun                          | Seo Jae-woo Son Young-jin (MosPick) Lee Brian D | Seo Jae-woo Son Young-jin (MosPick) Lee Brian D | 3:09         |
| 6.                  | «Cold Rain» (추운 비; Chuun Bi)                      | Son Young-jin (MosPick) Jo Sung-ho                           | Son Young-jin (MosPick) Jo Sung-ho              | Son Young-jin (MosPick) Jo Sung-ho              | 3:39         |
| Общая длительность: | Общая длительность:                                  | Общая длительность:                                          | Общая длительность:                             | Общая длительность:                             | 20:06        |

## Чарты
Альбом достиг пика Billboard World Digital Sales и на Billboard World Album Sales.
Было продано более 26,233 копий альбома в Южной Корее.
| Чарты                        | Пиковые позиции |
| ---------------------------- | --------------- |
| Gaon Weekly album chart      | 2               |
| Gaon Monthly album chart     | 4               |
| Billboard World Albums Chart | 1               |